# Rokytenská cihelna
Rokytenská cihelna byla cihelna pro výrobu pálených cihel a drenážních trubek, vzdálená 500 metrů západně od Rokytna směrem k obci Bohumileč.

## Historie
Od roku 1872 zde bývala hájenka. Cihelna byla postavena cca 500 metrů od obce roku 1891. Výhodou lokality byla existence naleziště vhodného jílu a písku a blízkost potoka Smrčinka jako vodního zdroje. Cihelnu s vypalovací pecí do rozměrech 5x8x30 metrů a komínem vysokým 27 metrů provozoval František Krátký od roku 1922 až do své smrti v roce 1939, kdy vedení cihelny převzala jeho manželka Marie Magdaléna Krátká, roz. Karasová (25. ledna 1894 – 19. dubna 1976, Pardubice). Ve 20. a 30. letech 20. století byla cihelna největším zaměstnavatelem v obci Rokytno. Součástí provozu byly i rozlehlé stavby sušáren. K cihelně nevedlo elektrické vedení. Elektrickou energii cihelně proto dodával jednoválcový naftový motor se setrvačníkem o průměru 1,5 metru. Cihelna se rozkládala na poměrně velké ploše několika hektarů okolo domu č.p. 99 na pozemcích okolo současného parc. č. 111, katastrální území Rokytno.

## Zrušení cihelny
Finančně nákladná rekonstrukce a modernizace cihelny, náhlá smrt pana Krátkého a přísný zákaz výroby v letech 1941-1945 (uhlí, nafta a benzín potřebné pro výrobu byly striktně určeny jen pro válečné účely) přivedla majitelku do problémů se splácením úvěru a dne 23.června 1948 se konala dražba ve které byla cihelna prodána výrazně pod cenou. K administrativnímu zrušení cihelny formou rozhodnutí ONV v Holicích došlo 26. prosince 1951. Noví majitelé nechali vybavení cihelny postupně zlikvidovat a dnes stojí na místě administrativní budova cihelny a stodola. Na letecké mapě z roku 1954 je patrná ještě vypalovací pec, sušárny už byla zbourány. Vzhledem k velikosti plochy je minulost cihelny patrná na průsecích lesa v místech těžby písku a jílu a půdorysu továrny včetně zbytků komína. Poslední provozovatelé cihelny jsou pohřbeni v obci Býšť.